# Рой, Арундати
Арундати Рой (англ. Arundhati Roy; 24 ноября 1961 года, Шиллонг, Индия) — индийская писательница. Придерживается левых политических взглядов, активный противник неолиберальной глобализации. Её перу принадлежит роман «Бог мелочей» и многочисленные публицистические очерки и эссе.

## Биография

### Детство
Мать Арундати Рой — индийская христианка, родом с юго-запада страны, из штата Керала. Отец — индус из Бенгалии, владелец чайной плантации. Детство Арундати Рой провела в городе Айманам в Керале, в возрасте 16 лет переехала в Дели, где живёт до сих пор. Поначалу семья жила в небольшой хижине с жестяной крышей, а Арундати зарабатывала на жизнь тем, что собирала и сдавала пустые бутылки. Позже она поступила в архитектурный колледж, где познакомилась со своим будущим первым мужем — архитектором Джирардом да Кунья.

### Кино
В 1984 году Арундати Рой встретила режиссёра Прадипа Кришена, который стал её вторым мужем. Благодаря ему она заинтересовалась кино. Сыграв несколько небольших ролей, в том числе в награждённом фильме Massey Sahib, она начала писать сценарии. В 1989 году англоязычный телефильм In Which Annie Gives It Those Ones, снятый по её сценарию, выиграл две Национальные кинопремии, в том числе за лучший сценарий. В 1995 году она написала две газетные статьи, в которых утверждалось, что фильм Шекхара Капура «Королева бандитов» эксплуатирует образ Пхулан Деви, одной из самых разыскиваемых преступников Индии в начале 1980-х годов и героини угнетённых. Колонки вызвали бурю негодования, включая судебное дело, после этих событий Рой полностью сосредоточилась на литературной деятельности.

### Литературная деятельность
В 1992 году она начала работать над своим первым романом, завершённым в 1996 году. Годом позже он вышел под названием «Бог мелочей». Полубиографический роман повествует частично о её детстве в христианской семье в высшем обществе Кералы. Роман затрагивает существенные для Индии темы, такие как кастовая система, роль женщины, жизнь христиан в Керале, а также роль коммунистической партии в Керале. Её рукопись была послана писателем Панкаджем Мишрой трём издательствам в Великобритании и вызвала большой интерес. Одному из издателей, Дэвиду Годвину, роман понравился настолько, что он сел в самолёт и прилетел в Индию, чтобы стать её первым агентом.
Годвин принялся за работу, и спустя короткое время восемь издательств предложили большие деньги за права на публикацию в Великобритании и континентальной Европе. Арундати Рой продала права на публикацию своей книги в 21 стране за 500 000 фунтов стерлингов. Начав со списка индийских бестселлеров, роман к концу 1997 года уже был переведен на 15 языков. В том же году она стала обладательницей Букеровской премии и получила международную известность.

### Политическая деятельность
Впоследствии Арундати Рой использовала свою известность, чтобы обратить общественное внимание на важные политические проблемы. В ряде эссе и речей она выступила против атомного вооружения Индии и соседнего Пакистана, а также против индийского национализма. Она также принимала участие в протестных мероприятиях против проекта сооружения плотины на реке Нармаде, поскольку подобные проекты осуществляются, как правило, за счёт земли самых бедных и практически бесправных групп населения. Благодаря своей популярности Рой смогла привлечь внимание национальных и международных СМИ к этим проблемам.
Литературная деятельность Арундати Рой полностью сосредоточилась на освещении и критике политических и социальных тем. Она выступила против Войны против терроризма, начатой Соединёнными Штатами, против войны в Ираке, а также против политики Всемирного банка и ВТО. Благодаря своей непреклонной позиции она стала одним из наиболее известных активистов экологического, мирного и антиглобализационного движений.
В 2002 году Высший суд в Дели приговорил её к тюремному заключению, так как она обвинила судей в том, что те хотели подавить протесты против сооружения плотины на реке Нармаде. Однако символическое заключение составило всего один день.
В 2004 году за свою активную общественную деятельность и пропаганду идей ненасилия Арундати Рой была награждена Сиднейской премией мира. По сообщениям СМИ, в 2006 году она из политических соображений отказалась от высшей литературной награды Индии. В письме комитету, спонсируемому государством, Рой выразила свою благодарность и сообщила, что не может принять награду, так как не согласна с политикой индийского правительства, которое располагает атомным оружием и ведёт строительство крупных плотин.
В 2024 году Арундати Рой призвала Дели прекратить продажу и экспорт оружия и боеприпасов в Израиль, иначе они «навсегда будут связаны с геноцидом в Газе».
Арундати Рой также активно высказывается в поддержку бедного крестьянства, объединённого в маоистское повстанческое движение наксалитов (например, в документальной книге «В пути с товарищами»), и права Кашмира на самоопределение.

### Романы
- The God of Small Things. — Flamingo, 1997. — ISBN 0-00-655068-1. (Бог мелочей)
- The Ministry of Utmost Happiness. — Hamish Hamilton, 2017. — ISBN 0-241-30397-4. (Министерство наивысшего счастья)

### Публицистика
- The End of Imagination. — Kottayam: D.C. Books, 1998. — ISBN 8171308678.
- The Cost of Living. — Flamingo, 1999. — ISBN 0-375-75614-0. Contains the essays «The Greater Common Good» and «The End of Imagination.»
- The Greater Common Good. — Bombay: India Book Distributor, 1999. — ISBN 8173101213.
- The Algebra of Infinite Justice. — Flamingo, 20020-00-714949-2. Collection of essays: «The End of Imagination», «The Greater Common Good», «Power Politics», «The Ladies Have Feelings, So…,» «The Algebra of Infinite Justice», «War is Peace», «Democracy»,  «War Talk», and «Come September».
- Power Politics. — Cambridge: South End Press, 2002. — ISBN 0-89608-668-2.
- War Talk. — Cambridge: South End Press, 2003. — ISBN 0-89608-724-7.
- Foreword to Noam Chomsky // For Reasons of State. — 2003. — ISBN 1-56584-794-6.
- An Ordinary Person’s Guide To Empire. — Consortium, 2004. — ISBN 0-89608-727-1.
- Public Power in the Age of Empire. — Seven Stories Press, 2004. — ISBN 1-58322-682-6.
- The Checkbook and the Cruise Missile: Conversations with Arundhati Roy / Interviews by David Barsamian. — Cambridge: South End Press, 2004. — ISBN 0-89608-710-7.
- Introduction // 13 December, a Reader: The Strange Case of the Attack on the Indian Parliament. — New Delhi, New York: Penguin, 2006. — ISBN 0-14-310182-X.
- The Shape of the Beast: Conversations with Arundhati Roy. — New Delhi: Penguin, Viking, 2008. — ISBN 978-0-670-08207-0.
- Listening to Grasshoppers: Field Notes on Democracy. — New Delhi: Penguin, 2010. — ISBN 978-0-670-08379-4.
- Broken Republic: Three Essays. — New Delhi: Hamish Hamilton, 2011. — ISBN 978-0-670-08569-9.
- Walking with the Comrades. — New Delhi: Penguin, 2011. — ISBN 978-0-670-08553-8. (В пути с товарищами)
- Kashmir: The Case for Freedom. — Verso, 2011. — ISBN 1-844-67735-4.
- The Hanging of Afzal Guru and the Strange Case of the Attack on the Indian Parliament (англ.). — New Delhi: Penguin, 2013. — ISBN 978-0143420750.
- Capitalism: A Ghost Story. — Chicago: Haymarket Books, 2014. — ISBN 978-1-60846-385-5.[6]
- Things that Can and Cannot Be Said: Essays and Conversations / with John Cusack. — Chicago: Haymarket Books, 2016. — ISBN 978-1-608-46717-4.
- The Doctor and the Saint: Caste, Race, and Annihilation of Caste, the Debate Between B.R. Ambedkar and M.K. Gandhi. — Chicago: Haymarket Books, 2017. — ISBN 978-1-608-46797-6.